# 鹿児島市立武岡中学校
鹿児島市立武岡中学校（かごしましりつ たけおかちゅうがっこう 英語: Takeoka Junor High School）は、鹿児島県鹿児島市武岡五丁目にある市立中学校。

## 沿革
- 1988年（昭和63年）4月1日 - 武岡団地・原良団地を校区とする鹿児島市立明和中学校が生徒数1,957人、45学級に増加したことに伴い、明和中学校より分離し開校[1]。
- 創立10周年、20周年の年には、航空写真が撮影され、記念の冊子も発行された。
- 2018年（平成30年） - 第41回全日本アンサンブルコンテスト中学校の部で銀賞を受賞[2]。
- 2019年（令和元年） - 第67回全日本吹奏楽コンクール中学校の部で金賞を受賞[3]。
- 2020年（令和2年） - 第26回日本管楽合奏コンテスト中学校B部門で最優秀賞を受賞[4]。
- 2021年（令和3年） - 第69回全日本吹奏楽コンクール中学校の部で金賞を受賞[5]。

## 出身者
- 宮下瞳 - 騎手[6]